# Winkler Oszkár (építész, 1907–1984)
Winkler Oszkár (Sopron, 1907. január 19. – Sopron, 1984. december 19.) magyar építészmérnök, építészettörténész, a műszaki tudományok kandidátusa, egyetemi tanár.

## Életpályája
Winkler Lajos Frigyes és Steiner Paulina fia. 1930-ban kapott oklevelet a budapesti Műegyetemen, majd Sopron város ösztöndíjával tanulmányútra indult Olaszországba és Németországba. Hazatérve Budapesten helyezkedett el, majd 1934-ben visszatért Sopronba, ahol tervezőirodát nyitott. 1948-ban meghívták tanárnak a Budapesti Műszaki Egyetem Sopronban működő Bánya- Kohó- és Erdőmérnöki Karára, ahol eleinte az építéstani tanszéket vezette, majd 1964–1969 között a faipari kar dékánja volt. Ugyancsak 1948-ban megszervezte a Soproni Tervező Irodát, Magyarország első, vidéki állami tervezőirodáját, amit utána tíz éven át vezetett.
Hosszabb ideig volt az Építőipari Tudományos Egyesület (mai nevén: Építéstudományi Egyesület) országos vezetőségének tagja. 1957 és 1962 között az Északdunántúli Tervező Vállalat (Győriterv) főépítészeként, 1947–1975 között az Erdészeti és Faipari Egyetem építéstani tanszékének egyetemi tanáraként dolgozott. Élete nagyobbik részében Sopronban, a Vörösmarty utcában, egy maga tervezte és építette házban élt.

## Munkássága

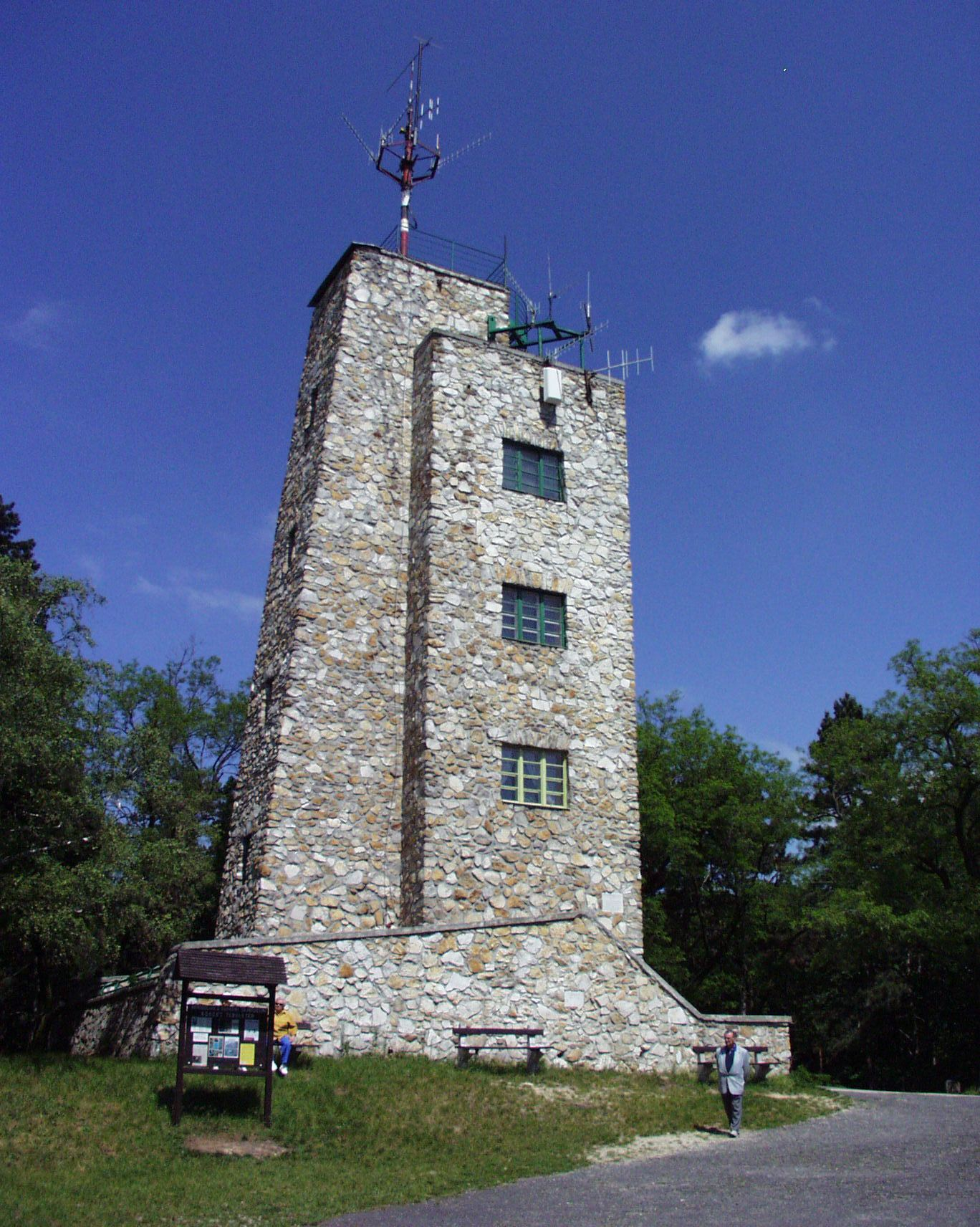
A Károly-kilátó (Sopron, Károly-magaslat)

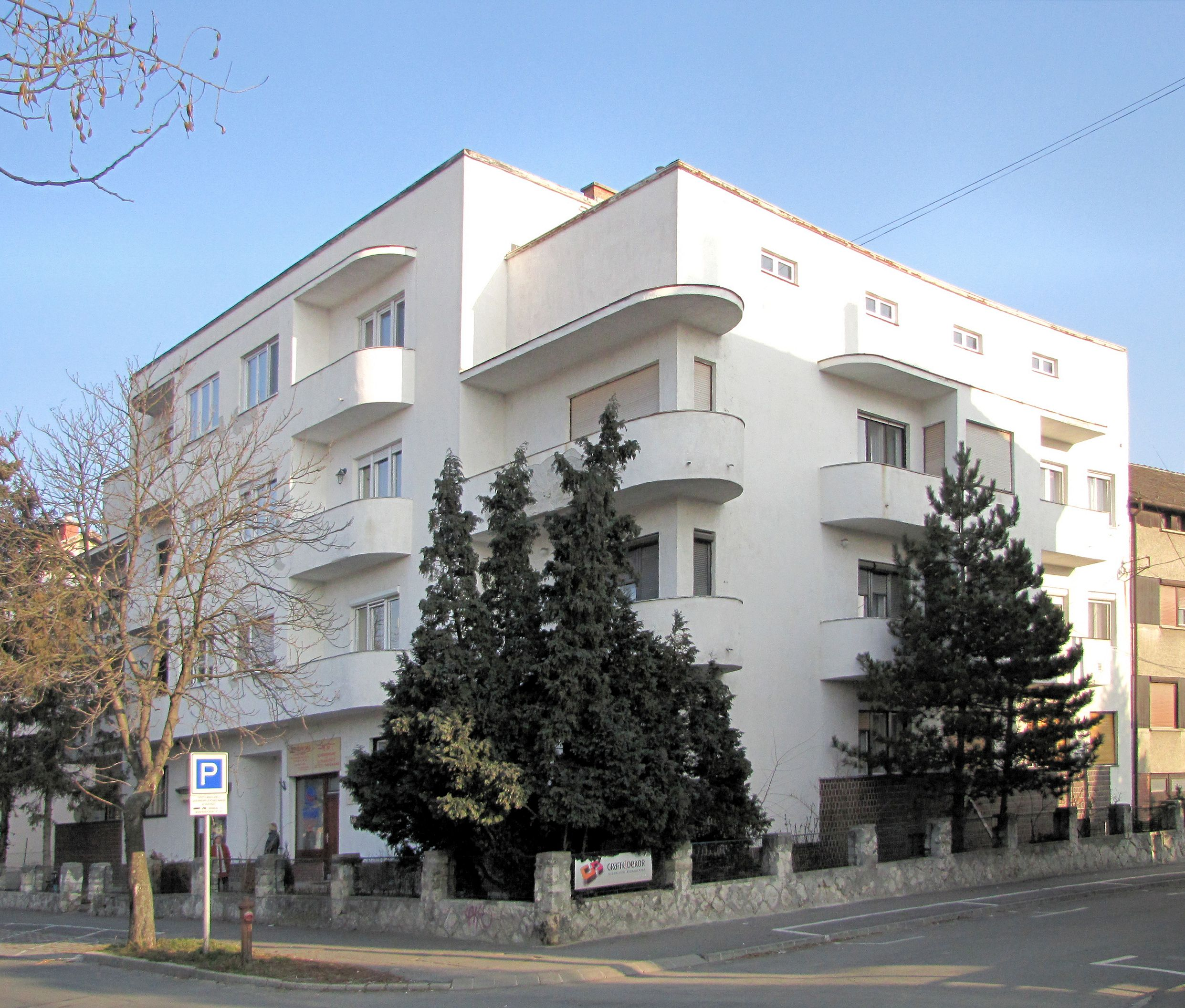
Társasház (Sopron, Frankenburg út)

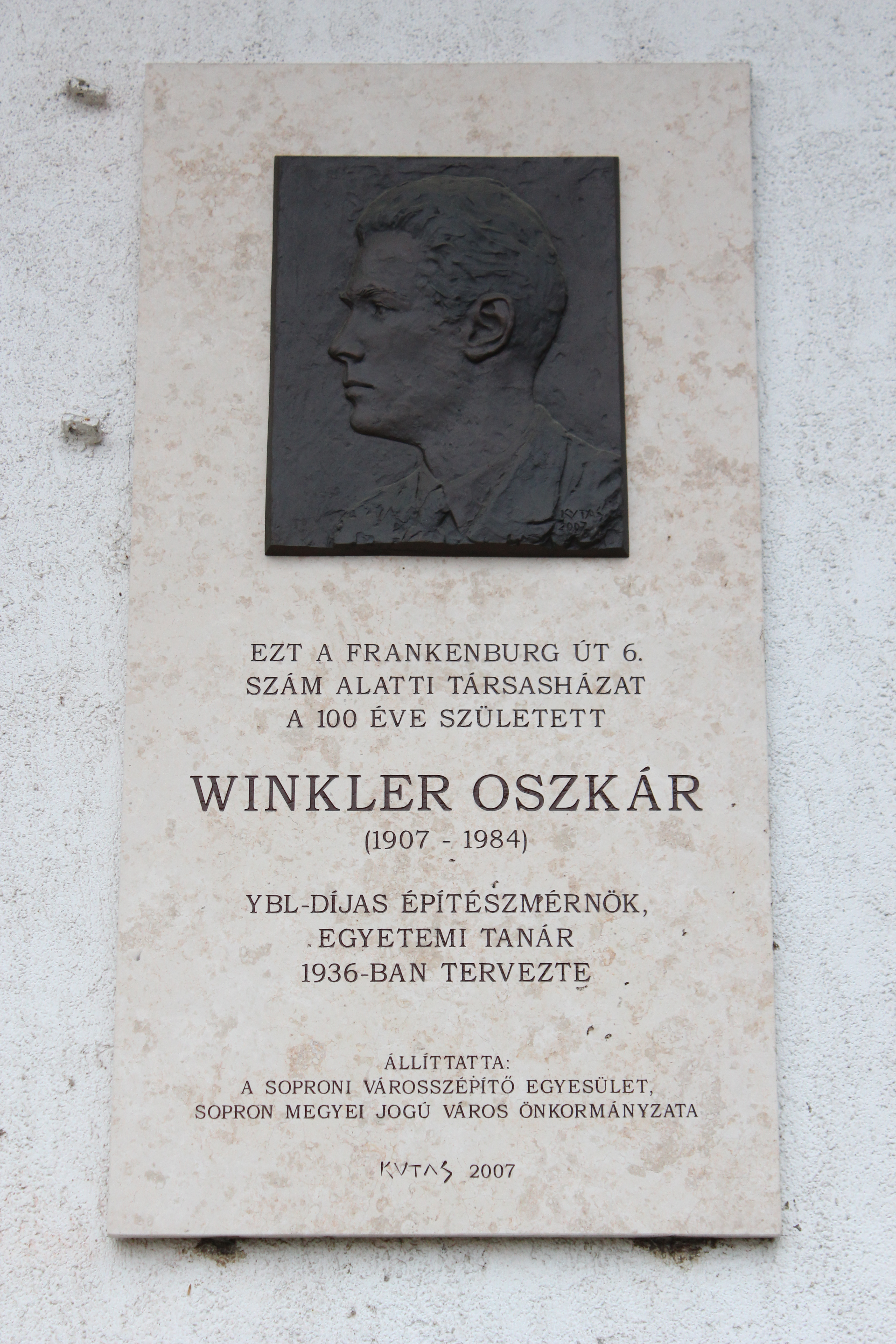
Emléktáblája Sopronban (Kutas László alkotása, 2007.)

Főképp a faipari építészetben alkotott jelentőset. Stílusát hosszú évekre meghatározták németországi tapasztalatai, a tanulmányútja idején meghatározó jelentőségű Bauhaus formavilága.
Fontosabb építményei Sopronban:
- Károly-kilátó (1936),
- a Soproni Egyetem Matematikai és Ábrázoló Geometriai tanszékének épülete (1943);
- evangélikus tanítóképző internátusa (1942),
- Ady Endre Kultúrház (1951-52);
- Soproni Faipari Vállalat épületegyüttese – ezért kapta az Ybl-díjat;
- társasház, Frankenburg út 6 – ezen az épületen helyezte el a városi önkormányzat és a Soproni Városszépítő Egyesület Winkler Oszkár emléktábláját.

Fontosabb építményei más városokban:
- Kecskemét, OTI-székház (Hegedüs Bélával és Schall Józseffel közösen, 1948–49),
- Budapest, az Ikarus gyár kultúrháza Mátyásföldön (1952–54),
- Zalaegerszeg, filmszínház (1956–60),
- Szombathely, fűrészüzem,
- Keszthely, egyetemi üdülő (1966).

Sokirányú tehetségének jeleként útirajzokat is írt, akvarelleket is festett.

## Fontosabb művei
- Erdészeti építéstan, 1-2.; Műszaki Egyetem, Sopron, 1950 (Agrártudományi Egyetem Erdőmérnöki Kar jegyzetei)
- Építési anyagok és szerkezetek (Sopron, 1950);
- Építéstani enciklopédia geofizikus és olajmérnökhallgatók részére; Műszaki Egyetemi Karok Földmérnöki Kar, Sopron, 1958
- Faipari üzemek épületei; Erdészeti és Faipari Egyetem, Faipari Mérnöki Kar, Sopron, 1965
- Erdőgazdasági épületek; Erdészeti és Faipari Egyetem, Faipari Mérnöki Kar, Sopron, 1968
- Farostlemezgyárak tervezésének építészeti vonatkozásai; Erdészeti és Faipari Egyetem, Sopron, 1968 (Erdészeti és Faipari Egyetem kiadványai)
- Fa és faalapanyagú épületek; Erdészeti és Faipari Egyetem, Faipari Mérnöki Kar, Sopron, 1975
- Bruno Taut (Budapest, 1980)
- Alvar Aalto (Budapest, 1982)

## Díjai, elismerései
- Első vidéki tervezőként már 1953-ban megkapta az Ybl Miklós-díjat;
- szakmai és tudományszervező munkásságát 1961-ben a Magasépítési Tudományos Egyesület Alpár-éremmel jutalmazta.
- 1963-ban a fűrészüzemek tervezéséről benyújtott disszertációjával elnyerte a műszaki tudomány kandidátusa tudományos fokozatot;
- Pro Urbe Sopron érem;
- a Soproni Egyetem 1981-ben tiszteletbeli doktorrá avatta.
- Rá emlékező írások:
  - Dr. Winkler Oszkár (Faipar, 1985. 4. sz.);
  - Kubinszky Mihály: Winkler Oszkár (Magyar Építőművészet, 1985. 2. sz.);
  - Kubinszky Mihály: Winkler Oszkár (Soproni Szemle, 1985. 5. sz.).

A 2003 szeptemberében Budapesten megnyitott HAP Galéria első kiállítása, amit fia, az ugyancsak építész Winkler Barnabás nyitott meg, az ő munkásságát mutatta be. Ennek bővített anyagát 2004. november 7. – december 31. között Sopronban, a Lábasházban (Orsolya tér 5.) állították ki. Ez egyúttal jelzi, hogy családjában is sikerült hagyományt teremtenie – legalább három generációs építész dinasztiát alapított:
- négy fia közül Gábor és Barnabás is neves építésszé vált;
- unokái közül Winkler Dániel a Nyugat-magyarországi Egyetem egyik legfiatalabb docense.

A Soproni Városszépítő Egyesület évente Dr. Winkler Oszkár emléktáblával jutalmazza előző évben elkészült épületek közül azt, amit építészeti, városképi szempontból a legkiemelkedőbbnek ítél.
Mellszobra a Nyugat-magyarországi Egyetem botanikus kertjében, a "D" épület mögötti szoborparkban áll.
Az általa tervezett Károly-kilátóban 2002. március 27-én nyitották meg a Csapody Vera, Roth Gyula és Winkler Oszkár munkásságát bemutató emlékkiállítást.